# SadSvit
Bohdan Rozwadowski (ukr. Богдан Розвадовський, ps. SadSvit (ur. 1 maja 2004 w Iwano-Frankiwsku) – ukraiński piosenkarz synthpopowy i alt-popowy, kompozytor i autor tekstów. Dyskografia artysty obejmuje trzy albumy – Cassette, 20&21, Neonowa mrija, a także dwa minialbumy: Sumatocha i Chołod nagrane wspólnie z Sad Novelist oraz album Cwit Mahnoliji nagrany wspólnie z artystą Do Sliz.

## Pochodzenie nazwy
Pseudonim artysty jest połączeniem dwóch słów. Pierwsze słowo, sad, pochodzi z języka angielskiego i oznacza „smutny”; drugie słowo, svit, jest transliteracją ukraińskiego słowa світ oznaczającego świat; tak więc pseudonim oznacza dosłownie „Smutny Świat”.

## Życie i twórczość
Urodzony 1 maja 2004 roku w Iwano-Frankiwsku. Studiuje na Wydziale Prawa Uniwersytetu Przykarpackiego. Od najmłodszych lat pasjonował się muzyką. W wieku 13 lat dostał pierwszego laptopa i zaczął uczyć się obsługi programów do tworzenia muzyki. Nie ma wykształcenia muzycznego, ale nauczył się grać na gitarze. Początkowo był beatmakerem i tworzył beaty na zamówienie, ale później zdał sobie sprawę, że chce tworzyć własną muzykę.
W 2019 roku nawiązał współpracę z raperem „Chtoś iz Zachodu”, z którym nagrał utwór „Mij wymir”. Karierę solową rozpoczął w 2020 roku; 4 kwietnia tego roku na SoundCloudzie ukazał się jego pierwszy samodzielny utwór „Razbityje mieczty” w języku rosyjskim. Jego pierwszym utworem w języku ukraińskim był utwór „Ne zabuwaj” z 2020 roku, od którego rozpoczął swoją karierę jako SadSvit.
Pierwszy minialbum SadSvit Sumatocha ukazał się 4 grudnia 2020 roku w języku rosyjskim. 30 grudnia 2020 roku ukazał się kolejny minialbum Chołod, nagrany wspólnie z SadNovelist.
13 grudnia 2021 roku ukazał się pierwszy album studyjny Cassette z utworem „Mołodist'”, który zyskał dużą popularność na TikToku. Z tą piosenką SadSvit zajął 7. miejsce w rankingu Top 50 Trendów Ukrainy na Spotify i 95. miejsce w rankingu Ukraine Top 100 na Spotify.
16 grudnia 2021 roku ukazał się drugi album studyjny 20&21. 18 kwietnia 2022 roku Pułk Azow udostępnił film o życiu codziennym bojowników broniących Mariupola, wykorzystując utwór „Cassette” jako muzykę w tle. Film został później rozpowszechniony przez popularne kanały na Telegramie i wkrótce piosenka znalazła się na szczycie list przebojów Spotify Viral 50 i Shazam Top 200.
28 października 2022 roku ukazał się wspólny singiel SadSvit z zespołem Struktura Szczastia pt. „Syłuety”, który utrzymywał się na szczycie list przebojów przez ponad miesiąc od dnia premiery.
17 lutego 2023 roku ukazał się trzeci album studyjny SadSvit Neonowa mrija. 20 listopada 2024 roku ukazała się gra S.T.A.L.K.E.R. 2: Serce Czarnobyla, której ścieżka dźwiękowa zawierała pięć utworów autorstwa SadSvit.
14 lutego 2025 roku Tina Karol i SadSvit zaprezentowali wspólny utwór „My”.

## Dyskografia

### Albumy studyjne
- Cassette, 2021
- 20&21, 2021
- Neonowa mrija (Неонова мрія), 2023
- Cwit mahnoliji (Цвіт магнолії), 2024

### Minialbumy
- Sumatocha (Суматоха), 2020
- Chołod (Холод), 2020 (feat. Sad Novelist)

### Single
- Razbityje mieczty (Разбитые мечты), 2020
- Ne zabuwaj (Не забувай), 2020
- Tilky jak nazwaty (Тільки як назвати), 2020
- Switło (Світло), 2021
- Tlinnja (Тління), 2021
- Naoslip (Наосліп), 2021
- Wsuperecz (Всупереч), 2021
- Kaseta (Касета), 2021
- Wdoma ne budu (Вдома не буду), 2021
- Mołodist' (Молодість), 2021
- Lito (Літо), 2021
- Proszczawaj (Прощавай), 2021
- Dwoje (Двоє), 2022
- Nebo (Небо), 2022
- Personażi (Персонажі), 2022
- Switanok (Світанок), 2022
- Dodomu (Додому), 2022 (feat. Dżozers i Sad Novelist)
- Kwartały (Квартали), 2022 (feat. Mija Ramari)
- Stradcza (Страдча), 2022 (feat. Leja)
- Ostannij deń (Останній день), 2022
- Powertajsja żywym (Повертайся живим), 2022 (feat. Morphom)
- Buła wesna (Була весна), 2022 (feat. Palindrom)
- Syłuety (Силуети), 2022 (feat. Struktura Szczastia)
- Twoja dusza (Твоя душа), 2023 (feat. ARCHEZ)
- Pam'jataj swij dim (Пам'ятай свій дім), 2023
- Dotyky (Дотики), 2023 (feat. Golubenko)
- Kwity (Квіти), 2023
- Awtomahistrali (Автомагістралі), 2023 (feat. Lely45)
- Personażi (Live), (Персонажі (Live)), 2023[20]
- Łuhy (Луги), 2024 (feat. Do Sliz)[21]
- Napewno ty (Напевно ти), 2024
- Szczo jakszczo (Що якщо), 2024 (feat. Do Sliz)
- Twij promiń (Твій промінь), 2024
- My (Ми), 2025 (feat. Tina Karol)